# Área metropolitana de Nashville
El Área metropolitana de Nashville (oficialmente Área Estadística Metropolitana de Nashville-Davidson–Murfreesboro–Franklin, TN) es un área estadística metropolitana en el centro-norte de Tennessee. Su ciudad principal es Nashville, la capital y la ciudad más grande de Tennessee. Con una población de más de 2 millones, es el área metropolitana más poblada de Tennessee. También es el área metropolitana más grande de Tennessee en términos de superficie.
La Oficina de Administración y Presupuesto define el área metropolitana para uso estadístico por parte de la Oficina del Censo de los Estados Unidos y otras agencias. El área es la 35.ª área metropolitana más grande de los Estados Unidos. El área estadística metropolitana fue designada por primera vez en 1950 e inicialmente incluía solo al condado de Davidson. A medida que los condados circundantes aumentaron en población y densidad y en el número de sus residentes empleados en el condado de Davidson, la OMB agregó nuevos condados al MSA. Hoy, el área metropolitana incluye a Davidson y otros 13 condados.

## Geografía
El área metropolitana de Nashville está ubicada en la parte central del estado de Tennessee, completamente dentro de la Gran División de Tennessee Medio, según lo define la ley estatal. Tanto el centro geográfico como el centro de población de Tennessee se encuentran en Murfreesboro, la segunda ciudad más grande del área metropolitana. Geológicamente, el área metropolitana cubre la mayor parte de la Cuenca de Nashville, una cúpula geológica. Partes de la región se extienden hasta Highland Rim, una llanura elevada que rodea completamente la Cuenca de Nashville. Ambas provincias fisiográficas son parte de las Mesetas Bajas Interiores de las Llanuras Interiores. El punto más alto del área metropolitana es Short Mountain del condado de Cannon, un monadnock que es un extremo de la Meseta de Cumberland. La región se caracteriza por una combinación de colinas onduladas irregulares y llanuras relativamente niveladas, y está sustentada por un lecho de roca sedimentaria porosa como piedra caliza, arenisca y pizarra, que forman karst. Como resultado, la región contiene muchas cuevas, arroyos subterráneos y depresiones, y los sumideros son un problema común en la región.
Nashville está ubicada en la esquina noroeste de la cuenca, y la mayor parte del crecimiento suburbano de Nashville se ha producido al sur, sureste, este y noreste de la ciudad, debido al terreno más llano de la cuenca. Gran parte del área metropolitana contiene suelos extremadamente fértiles, y cultivos como el maíz y el tabaco se cultivan comúnmente en las partes más rurales del área metropolitana. El río Cumberland pasa por la parte central de la región y es servido por varios afluentes, incluidos los ríos Stones, Harpeth, Caney Fork y Red. Una pequeña porción de la parte sur del área metropolitana, incluida la mayor parte del condado de Maury, se encuentra dentro de la cuenca de drenaje del río Tennessee. Una pequeña parte de la parte norte de la región se encuentra dentro de la cuenca del río Green. El área metropolitana de Nashville es una de las regiones interiores con mayor biodiversidad de los Estados Unidos, y alberga ecosistemas extremadamente raros conocidos como claros de cedros, que se encuentran en áreas con lechos de roca caliza poco profundos que están en gran parte desprovistos de suelo suprayacente, y también son uno de los ecosistemas más amenazados de la nación, debido al rápido crecimiento de la región.

## Área estadística combinada
El área estadística combinada (CSA) de Nashville-Davidson–Murfreesboro, TN, es el resultado de la suma de las áreas estadísticas micropolitanas de  Shelbyville (condado de Bedford), Lawrenceburg(condado de Lawrence) y Lewisburg (condado de Marshall) al área estadística metropolitana de Nashville-Davidson–Murfreesboro–Franklin, TN. La población del CSA según el censo de los Estados Unidos de 2020 era de 2.143.158.

## Transporte
Tres importantes autopistas interestatales sirven al área metropolitana de Nashville, convergiendo en el centro de Nashville como un bucle de autopistas contiguas. La mayor parte del rápido crecimiento del área metropolitana de Nashville se ha producido a lo largo de tres importantes corredores de autopistas interestatales. La 
Interestatal 40 corre en dirección este-oeste y conecta la región con Memphis al oeste y Knoxville al este. La
Interestatal 65 corre de norte a sur y conecta con Huntsville, Alabama al sur y Louisville, Kentucky al norte. La Interestatal 24, aunque técnicamente es una interestatal este-oeste, corre en una orientación noroeste-sudeste, conectando la región con Clarksville al noroeste y Chattanooga al sureste. Dentro del área metropolitana, la I-40 sirve a un corredor suburbano que consta de los barrios orientales de Nashville, incluidos Donelson y Hermitage, y las ciudades de Mount Juliet y Lebanon. La I-24 sirve a las áreas suburbanas de Antioch, La Vergne, Smyrna y Murfreesboro al sureste, que es el corredor más poblado y, en general, es el más congestionado de la región. El corredor de la I-65 al sur consta de las ciudades suburbanas de Oak Hill, Berry Hill, Brentwood y Franklin, y la I-65 también sirve a los suburbios de Nashville de Goodlettsville, Hendersonville y Millersville al norte. La Interestatal 440 sirve como una circunvalación sur alrededor del centro de Nashville, y la Interestatal 840 es una circunvalación sur exterior alrededor de Nashville. La Ruta Estatal 155 (SR 155, Briley Parkway) es una autopista que rodea el centro de Nashville hacia el norte y brinda acceso a una serie de atracciones turísticas, incluido el Grand Ole Opry. La SR 386 (Vietnam Veterans Boulevard) es una autopista que sirve a los suburbios de Hendersonville y Gallatin, y la SR 396 conecta Spring Hill con la I-65.